# Isabel Soveral
Isabel Abranches de Soveral (1961, Oporto) es una compositora portuguesa de música clásica contemporánea. Se formó en el Conservatorio Nacional de Lisboa, donde fue discípula de Jorge Peixinho y Joly Braga Santos, y se doctoró en composición en Nueva York, donde estudió con Daría Semegen y Būlent Arel. Forma parte de un importante grupo de jóvenes compositores portugueses que aparecieron en los años 80 del siglo pasado. Sus primeras obras estaban impregnadas de lirismo musical, en la línea de su maestro Jorge Peixinho. Después se preocupó especialmente con los aspectos técnicos de la producción sonora y de su proyección el tiempo y en el espacio, que acaban por encaminar la compositora para una estética progresivamente más abstracta. 

## Biografía
Isabel es profesora de la Universidad de Aveiro y becaria de la Fundación Calouste Gulbenkian. En 1988, fue asistente de la Universidad Estadual de Nueva York, en Stony Brook, donde estudió con Daría Semegen y Būlent Arel, con el apoyo de la Fundación Gulbenkian, de la Fundación Lusitano-Americana y del Programa Fulbright, e hizo el máster y doctorado (PhD) en composición. 
Durante los estudios en Stony Brook (Nueva York), comenzó a trabajar con material electrónico en su ciclo Metamorphoses, que incluye el trabajo Quadramorphosis para cuatro percusionistas y electrónica, y las series Anamorphoses, que incluye un conjunto de piezas con sistema electrónico. Su música ha sido realizada en Portugal, España, Francia, Italia, Hungría, Austria, Suiza, Polonia, Hong Kong, Macao, Argentina, Brasil, Cuba y EE. UU.
Y está editada en más de una decena de CDs, por las editoras Portugalsom y Strauss, EMI Classics, New Music, Capella, Deux-Elles y Numérica. Editaron algunas de sus partituras las editoras Musicoteca, Fermata, Cecilia Honegger y el Centro de Investigación & Información de la Música Portuguesa.
Desde 1995 es profesora de Composición, Teoría y Análisis Musical en el Departamento comunicacional y Arte de la Universidad de Aveiro.

## Honores

### Membresías
- del Consejo Científico del Centro de Investigación & Información de la Música Portuguesa.
- de la Unidad de Investigación en Música y Musicologia de la Universidad de Évora.

## Principales obras
- Quarteto, 1984.
- Fragmentos, 1985.
- Contornos I, 1987.
- Un soir j'ay assis la Beauté sur mes genoux - Et je l'ay trouvée amère, 1998.
- Inscriptions sur une Peinture, 1998.
- Anamorphoses III, 1999.
- Image I, suelo marimba, 2000.
- Anamorphoses Cycle, 2002.
- Anamorphoses VII, 2002.
- Mémoires d’Automne Cycle, 2003.
- Trama, 2005.
- Paradeisoi, 2007.
- Le Navigateur du Soleil Incandescent Cycle, 2005-2009: Première Lettre, viola and piano; Deuxième Lettre, counter-tenor, chorus and orchestra; Troisième Lettre, suelo voice, orchestra and electronics; Quatrième Lettre.
- Cycle Shakespeare sea soprano and electronics, 2007-2009: “Since Brass nor stone...”; “...Why write I still all one, ever the same, and keep invention in a noted weed”.[3][1]